# Hard Disk 20

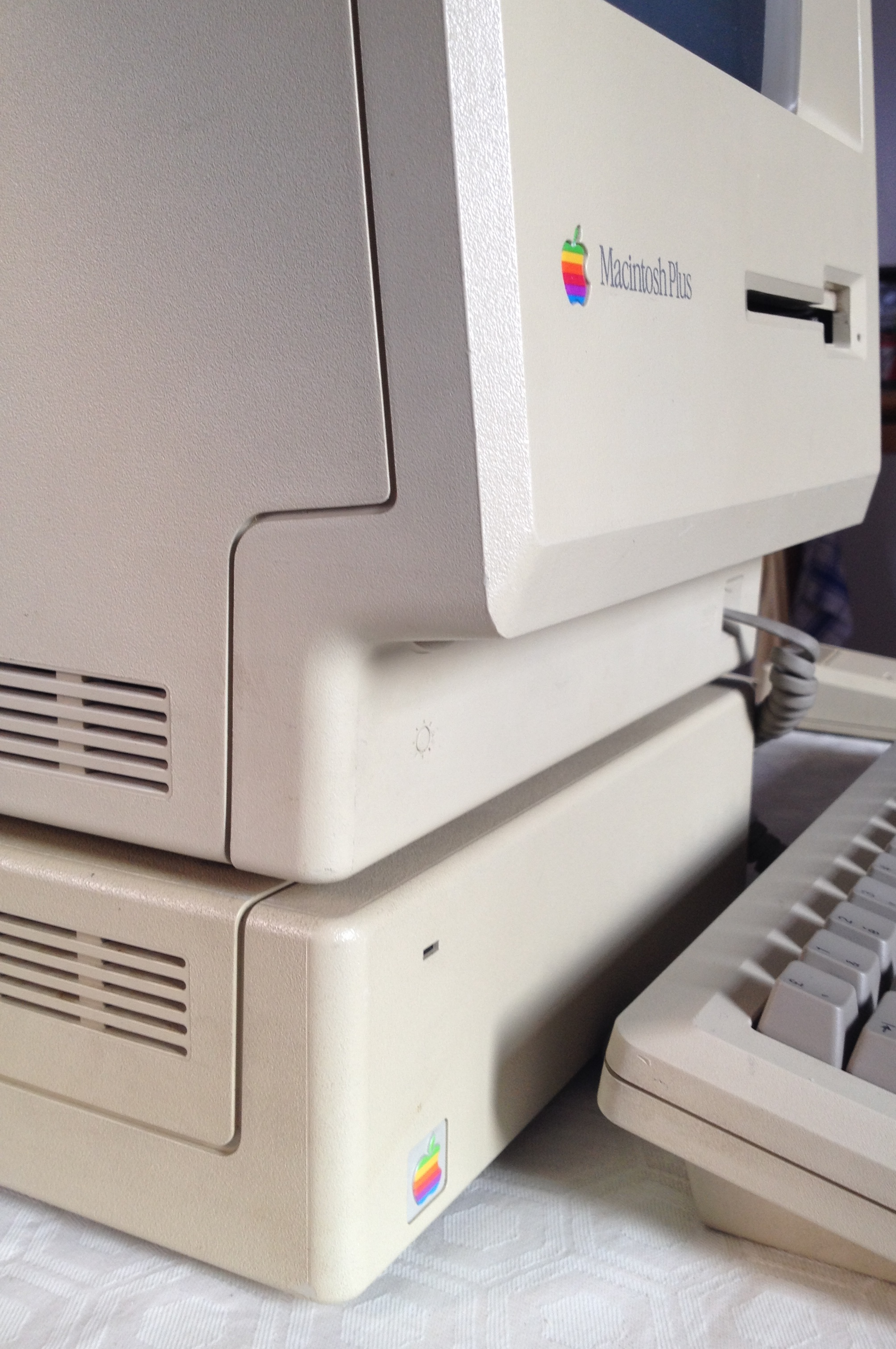
Un Hard Disk 20 sotto ad un Macintosh Plus

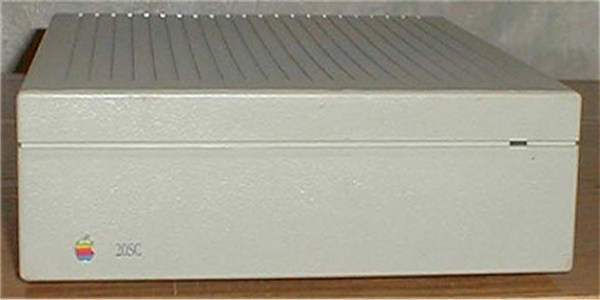
L'Hard Disk 20 SC, versione SCSI dell'HD 20

L'Hard Disk 20 è il primo disco rigido esterno progettato da Apple per i computer della linea Macintosh. È stato messo in commercio il 17 settembre 1985 ad un prezzo di 1.495 dollari ed è rimasto in vendita fino al mese di settembre del 1987.

## Storia
Con l'introduzione del primo Macintosh, Apple voleva tornare nel mondo dei computer destinati al lavoro, cosa già tentata senza successo in passato con l'Apple III. Il Macintosh era una macchina molto più avanti rispetto all'Apple III, anche grazie alla sua interfaccia grafica. Per ridurre i costi furono però fatte alcune scelte, tra cui quella di dotare la macchina di poca memoria (solo 128K) e di non dotarla di un disco rigido interno, neanche offerto come accessorio a parte. Il primo problema fu risolto da Apple presentando 6 mesi dopo il Macintosh 512K, con la memoria portata a 512K. I dischi rigidi furono invece offerti da diverse aziende produttrici di periferiche che realizzarono unità esterne collegabili al computer, come l'HyperDrive ed il MacDrive.
Solo più di un anno dopo Apple presentò l'Hard Disk 20, un disco rigido esterno posto in un contenitore con le stesse misure dei Macintosh, in modo che fosse possibile utilizzare l'unità come supporto per il computer, non occupando quindi spazio addizionale sulla scrivania. L'unità fu messa in vendita a 1.495 dollari, e rimase in commercio per circa 2 anni.

## Specifiche
L'Hard Disk 20 ha una capacità di 20 MB, o 20.769.280 byte. Per gestire la maggior dimensione rispetto ai floppy disk da 3,5" comunemente usati, Apple ha sviluppato un nuovo file system, l'Hierarchical File System (HFS). Il firmware contenuto nella ROM del primo Macintosh 128K non supporta l'Hard Disk 20 né il computer ha la memoria sufficiente per poter caricare i driver necessari a gestire l'unità: il Macintosh 512K monta infatti la stessa ROM da 64 KB del predecessore. È però dotato di più RAM per cui è capace di caricare i driver per gestire il disco ed il suo file system ma non può essere avviato utilizzando l'Hard Disk 20: l'avvio del sistema deve essere effettuato tramite un apposito dischetto denominato HD20 INIT. Le routine capaci di effettuare il boot del sistema tramite Hard Disk 20 e gestire nativamente l'unità sono state integrate nelle ROM da 128K dei computer a partire dai Macintosh Plus e Macintosh 512Ke. Nel 1986 è stata presentata la versione SCSI del disco, denominata Hard Disk 20 SC (HD20 SC).

### Dati tecnici
- Capacità: 20 MB / 20.769.280 byte
- Numero di dischi: 4
- Testine per disco: 1
- Blocchi: 39.040
  - Dimensione blocco: 532 byte
    - 512 byte per i dati utente
    - 20 byte per i dati di sistema
- Tracce: 305 tracce per superficie
- Settori: 
  - Per traccia: 32
  - Per superficie: 9.760
- Tempo di accesso medio: 85 ms
- Trasferimento dati: 7,5 Mb/s
- Velocità di rotazione: 2.744 giri/m
- Tempo di avvio del disco: 15 secondi
- Tempo di arresto del disco: 25 secondi
- Potenza: 30 watt

Fonte: Apple (tramite WebArchive)

### Supporto
Siccome il supporto all'Hard Disk 20 è fornito dalla ROM del computer e non dal sistema operativo, non tutti i computer della linea Macintosh sono in grado di accedere nativamente all'unità.
Elenco dei computer Macintosh con il supporto integrato all'HD20:
- Macintosh 512K
- Macintosh 512Ke
- Macintosh Plus
- Macintosh SE
- Macintosh Classic
- Macintosh IIci
- Macintosh Portable

Elenco dei computer Macintosh che non offrono il supporto integrato:
- Macintosh SE/30
- Macintosh II
- Macintosh IIx
- Macintosh IIcx
- Macintosh IIsi
- Macintosh IIfx
- Macintosh LC